# Estádio Romildo Vitor Gomes Ferreira
Estádio Romildo Vitor Gomes Ferreira (dawniej Estádio Papa João Paulo II) – stadion znajdujący się w brazylijskiej miejscowości Mogi Mirim. Jego właścicielem jest klub piłkarski, Mogi Mirim EC.
Stadion został wybudowany w 1991 roku i nazwany Estádio Wilson Fernandes de Barros, na cześć byłego prezydenta klubu Mogi Mirim EC. Pierwszym meczem rozegranym na nim była potyczka Mogi Mirim EC z SE Palmeiras. Mecz ten zakończył się wynikiem 4:2 dla Mogi Mirim.
W 2005 roku zmieniono nazwę stadionu na Estádio Papa João Paulo II, na cześć Jana Pawła II.